# Bank of China

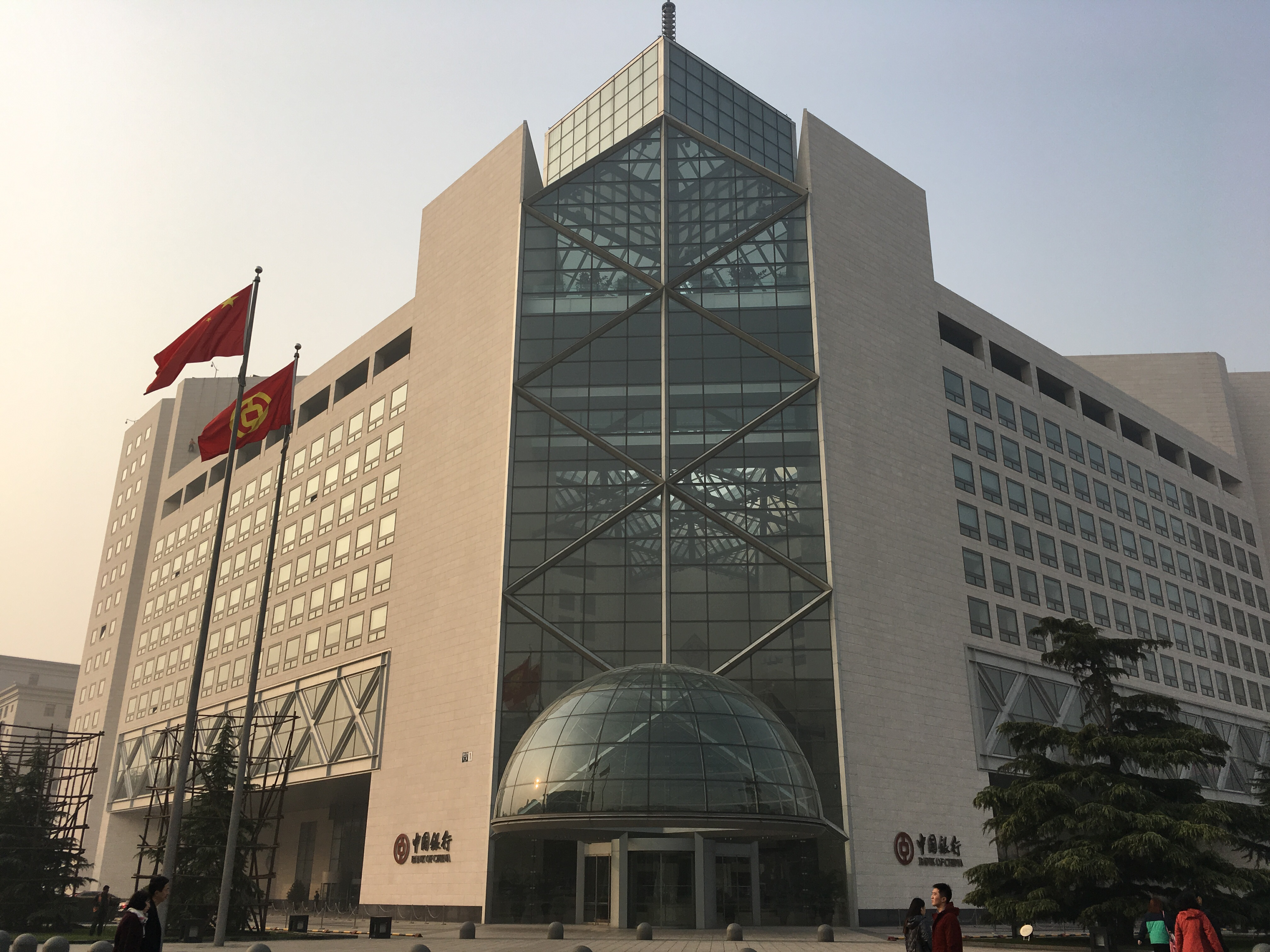
Die Zentrale in Peking

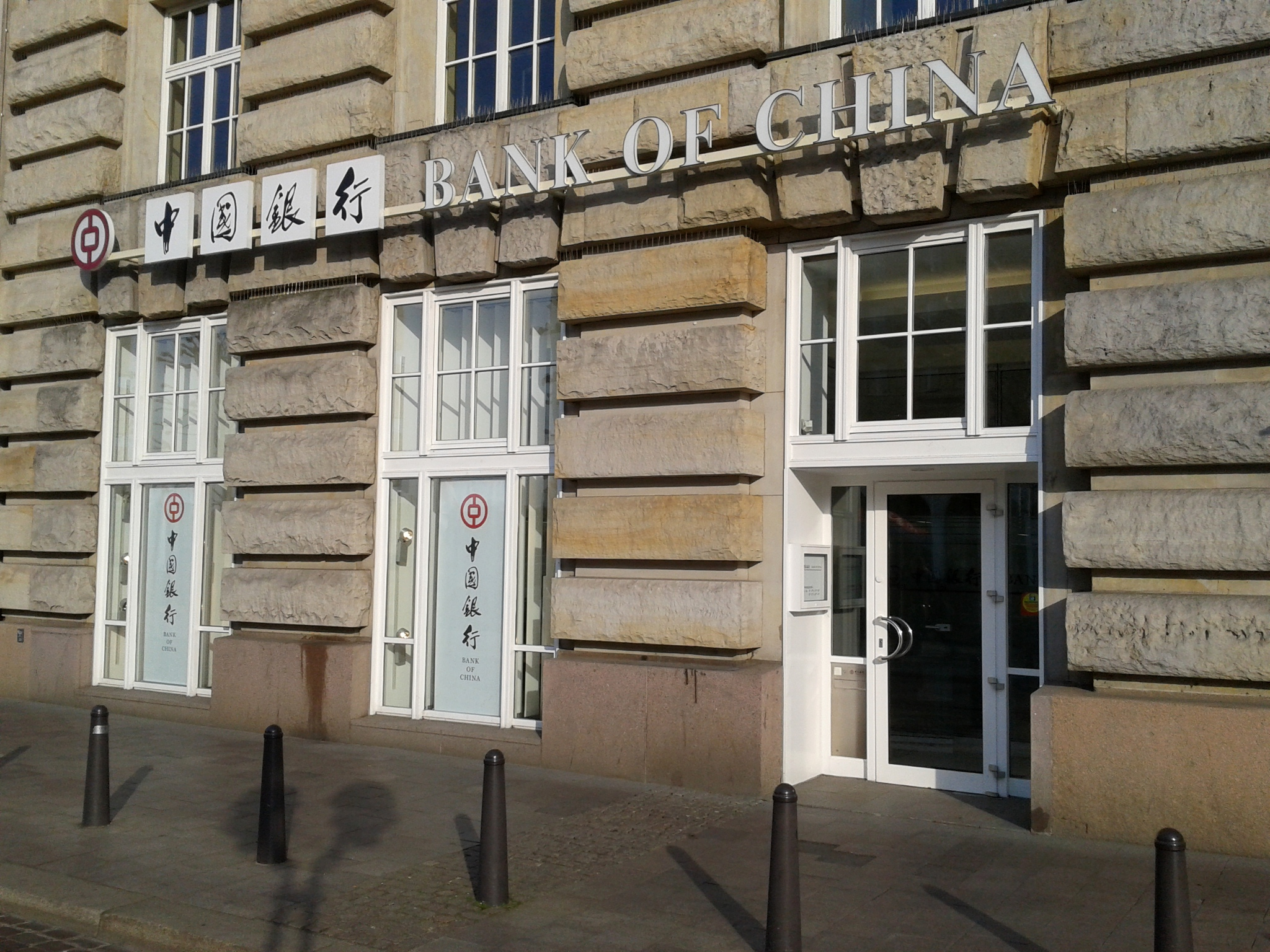
Filiale in Hamburg

Bank of China Limited (BOC, chinesisch 中國銀行股份有限公司 / 中国银行股份有限公司, Pinyin Zhōngguó Yínháng Gǔfèn Yǒuxiàn Gōngsī, kurz 中行,  Zhōngháng oder 中银,  Zhōngyín) ist ein Finanzunternehmen aus China. Der Firmensitz des Unternehmens befindet sich in Peking. Die BOC gehört, neben der ICBC, China Construction Bank und der Agricultural Bank of China, zu den vier großen staatlichen Banken in China. Oft auch als „Vierer-Bande“ (englisch Big Four) bezeichnet.
Die Bank ist eine der Großbanken, die vom Financial Stability Board (FSB) als „systemically important financial institution“ (systemisch bedeutsames Finanzinstitut) eingestuft wurden. Sie unterliegt damit einer besonderen Überwachung und strengeren Anforderungen an die Ausstattung mit Eigenkapital.
Mit einem Umsatz von 158,2 Milliarden US-Dollar, bei einem Gewinn von 33,2 Mrd. USD, steht die Bank of China laut den Forbes Global 2000 auf Platz 12 der weltgrößten Unternehmen (Stand Juni 2023). Die Bank kam Anfang 2021 auf eine Marktkapitalisierung von 116,7 Mrd. USD.

## Geschichte
Das Unternehmen wurde 1912 gegründet, um die Ta Ching Government Bank (大清銀行,  Dà Qīng Yínháng ursprünglich Ta-Ching Bank of the Ministry of Revenue 大清戶部銀行; 1905–1912) abzulösen, die älteste Bank in China.
Von seiner Gründung 1912 bis 1942 gab es Banknoten heraus in der Bankengruppe der „Big Four“, wozu des Weiteren die Finanzunternehmen Central Bank of China, Agricultural Bank of China und Bank of Communications gehörten. Obgleich es als Zentralbank anfangs für die Regierung Chinas diente, wurde es 1928 von der Central Bank of China abgelöst. Mit der Zeit wurde BOC zu einer kommerziellen Bank.
Nach dem chinesischen Bürgerkrieg, der 1949 endete, wurde die Bank of China in zwei Bereiche geteilt. Ein Teil der Bank wurde in Taiwan unter der Regierung der Kuomintang angesiedelt. 1971 wurde dieser Teil in Taiwan privatisiert und erhielt den Bankennamen International Commercial Bank of China. Mittlerweile fusionierte diese wiederum mit dem taiwanischer Ableger der chinesischen Bank of Communications (dort „Bank of Transportation“) zur Mega International Commercial Bank.
Der andere Teil der BOC in China entwickelte sich zur zweitgrößten Darlehensbank in China landesweit und zur achtgrößten Bank in Marktkapitalisierung weltweit.
Die Bank blieb lange Zeit zu 100 Prozent in Besitz des chinesischen Staates und wurde kontrolliert durch Central Huijin Investment und National Council for Social Security Fund (SSF).
Im August 2005 wurde eine strategische Partnerschaft mit der Royal Bank of Scotland (RBS) vereinbart. Im Rahmen dieser Vereinbarung kaufte die RBS 10 % der BOC für 3,1 Milliarden US-Dollar.
Diese Anteile wurden im Jahr 2009 wieder für 2,4 Milliarden US-Dollar im Rahmen der Reduktion der Investitionsvorhaben im Ausland aufgrund der Finanzkrise 2008 veräußert.
Dann erfolgte im Juni 2006 ein Börsengang eines Anteils an BOC, der einen Gegenwert von rund 25 % beträgt. Der erstmalige Börsengang der BOC war der größte Börsengang seit 2000 weltweit und bis dato der Viertgrößte in der Börsengeschichte.
Im Oktober 2023 wurde der vor kurzem entlassene Vorstandsvorsitzende Liu Liange aufgrund von Bestechlichkeitsvorwürfen aus der Kommunistischen Partei Chinas ausgeschlossen.

## Eigentümerstruktur
Stand: 2009:

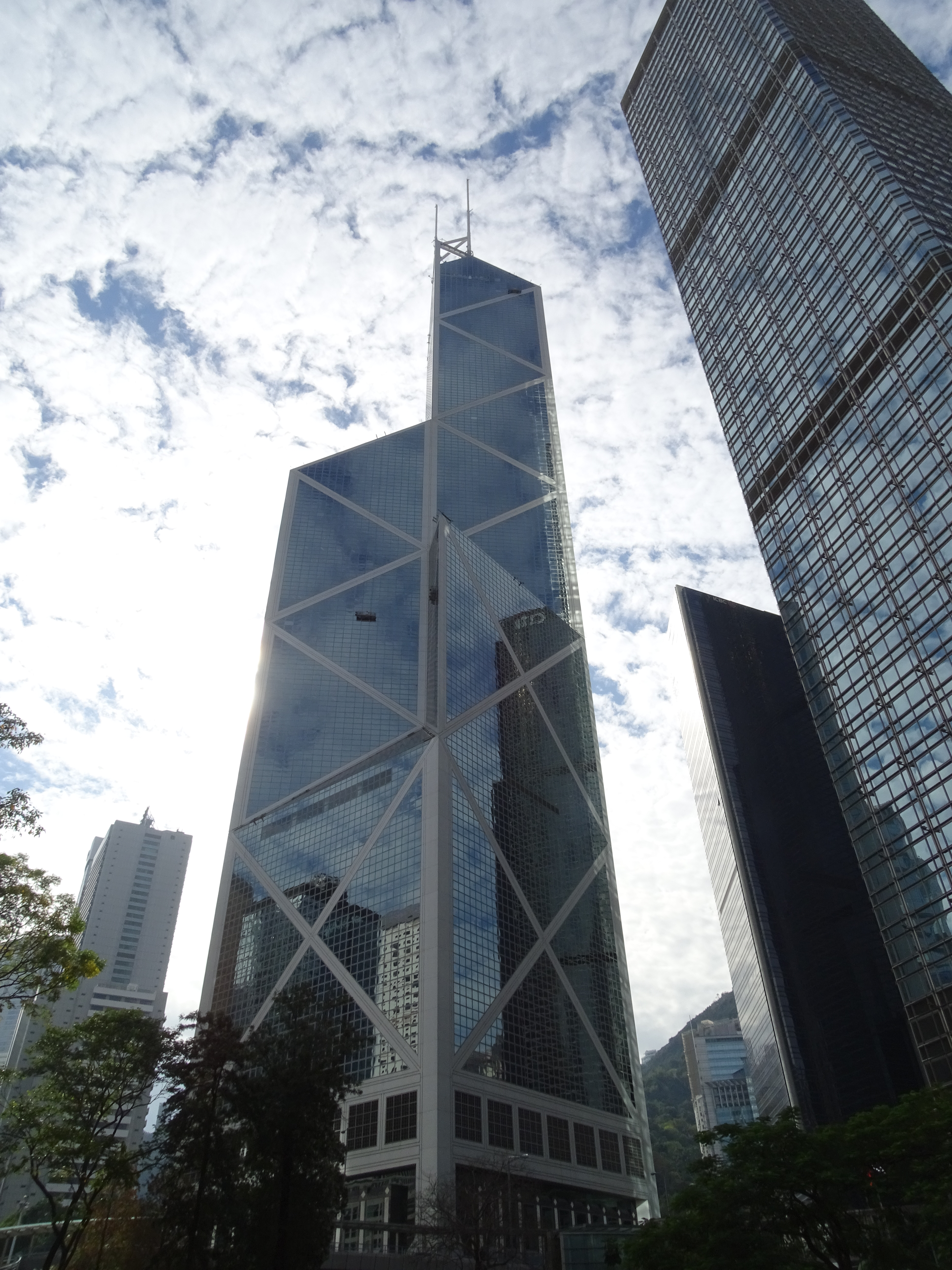
Bank of China Tower in Hongkong

- Central Huijin Investment: 69,265 %
- AFH Pte. Ltd. (ein Tochterunternehmen von Temasek): 4,765 %
- SSF: 4,576 %
- UBS AG: 1,366 %
- ADB: 0,205 %
- Weitere Investoren, die Anteile beim ersten Börsengang erhielten: 19,823 %

## Tochterunternehmen und Beteiligungen
Das Tochterunternehmen der Bank of China ist das mit Sitz in Hongkong ansässige Bankenunternehmen Bank of China (Hong Kong).

## Niederlassungen im DACH-Raum

### Niederlassungen in Deutschland
In Deutschland unterhält Bank of China fünf Niederlassungen. Diese sind in Berlin, Düsseldorf, Frankfurt am Main, Hamburg und München.

### Niederlassung in Österreich
In Österreich unterhält Bank of China eine Niederlassung. Diese befindet sich im Palais Schottenring in Wien.

### Zweigniederlassung in der Schweiz
Die Bank of China hat eine Zweigniederlassung in Genf und im Jahr 2021 von der Eidgenössischen Finanzmarktaufsicht (FINMA) die Lizenz erhalten, um in der Schweiz die Geschäftstätigkeit aufzunehmen. Im Jahr 2022 wurde sie Mitglied der Schweizerischen Bankiervereinigung.